# Me and My Shadows: A Family Memoir
Me and My Shadows: A Family Memoir – autobiografia autorstwa Lorny Luft, opisująca życie i osobowość jej matki, Judy Garland, dorastanie u jej boku, stosunki z przyrodnią siostrą Lizą Minelli oraz życie po niespodziewanej śmierci matki w 1969 roku. Po raz pierwszy została wydana przez Pocket Books w 1998 roku. Jej publikacja doprowadziła do konfliktu autorki z jej ojcem Sidneyem Luftem. W 2001 roku oparto na niej na wielokrotnie nagradzany miniserial telewizyjny produkcji ABC pt. Historia Judy Garland.